# Friedrich Kapff
Georg Friedrich Kapff oder Kapf (* 15. Mai 1759 in Wittichen; † 19. Januar 1797 in Breslau) war ein deutscher Mineraloge und Beamter. 

## Leben
Kapff war Sohn einer Wittichener Bergleutefamilie und widmete sich entsprechend der familiären Tradition dem Bergfach. Im Rahmen seiner Ausbildung studierte er zwischen 1776 und 1778 an den Universitäten von Tübingen und Straßburg. 1781 erhielt er eine Stellung als Bergschreiber in Wittichen. Von dort machte er sich 1784 zu einer Studienreise nach Sachsen auf, verbunden mit dem Wunsch, dort eine angemessene Stellung zu finden. Er blieb dort, ebenso wie in Zellerfeld und Kassel bei der Stellensuche erfolglos. Daher musste er für den Lebensunterhalt in Wesel als gemeiner Musketier in den Kriegsdienst eintreten.
Kapff erhielt 1786 durch den preußischen Minister Friedrich Anton von Heynitz eine Stelle bei der königlichen Bergwerksverwaltung in Berlin. 1787 kam er abermals als Bergschreiber nach Friedberg, kurz darauf nach Auerbach und 1788 als Registrator und Kanzleidirektor an das Oberbergamt nach Breslau. Da er sich mit den Beamten im Oberbergamt nicht vertrug, wechselte er 1793 als Kreiskalkulator zur Kriegs- und Domänenkammer in Breslau. Hier verblieb er bis zu seinem krankheitsbedingten Tod 1797.
Kapff widmete sich neben seinem Beruf insbesondere der Geschichte des Bergbaus und der Mineralogie. Hierzu veröffentlichte er mehrere Schriften. Daneben betätigte er sich auch poetisch.

## Werke (Auswahl)
- Gedichte eines Bergmanns. Ein Versuch, Heerbrandts, Tübingen 1783.
- Beyträge zur Geschichte des fürstenbergischen Bergbaues im Kinzinger Thale, Cramer, Cassel 1785.
- Beyträge zur Geschichte des Kobolts, Koboltbergbaues und der Blaufarbenwerke, Mayer, Breslau 1792.
- Skizzen aus der Geschichte des schlesischen Mineralreichs, Meyer, Breslau 1794.
- Lieder für Bergleute, Breslau und Leipzig 1798.